# 施天德
施天德（1578年9月18日—1625年），字胤尼，號見石，江西臨江府新喻縣人，明朝政治人物。

## 生平
施天德早年家貧嗜學，孝順父母有名聲，中萬曆三十一年（1603年）癸卯科順天府鄉試舉人第三十六名，三十五年（1607年）禮部會試中式第三十一名，成丁未科三甲第六十四名進士，任刑部觀政，同年六月外任潮陽知縣，同考鄉試，取錄名士，三十八年調任休寧知縣，開闢田地贍養文士，又捐俸賑濟孤苦無依者，逢初一、十五在朱子講堂、梅林書院教授諸生，縣人被他所為感動，讓他配祀朱子。
萬曆四十一年（1613年），施天德升任兵部車駕司主事，四十七年（1619年）升為車駕司員外郎，次年（1620年）再升為武選司郎中，期間忤逆客氏，曾三次上疏明熹宗內操，又彈劾魏忠賢為何得配祀，用心處理三案，遭崔呈秀及魏忠賢怨恨。天啟元年（1621年）他外任河南右參政、徐淮兵備道，在當地防禦白蓮教起事，二年（1622年）奏績時因為病情加劇告歸，旨內有「候病痊京堂起用」的命令；四年（1624年）補官陝西參政，同年十二月因為東林黨被彈劾聽勘，五年（1625年）正月遭魏璫誣陷，以不謹例閒住回籍，三月就因汪文言獄事被削奪誥命逮問，追索贓銀五千兩，謫戍邊境含冤而死。
魏璫敗亡，刑科都給事中薛國觀於崇禎元年（1628年）為他請卹，得旨免去贓銀、恢復誥命，按例追贈大理寺卿，至清朝康熙五十七年（1718年）因後裔施維煥請求，知縣張景蒼讓他入祀鄉賢祠。

## 家族
曾祖施物秀，省祭官。祖父施镗，县丞。父親施汝和，通廩生。母周氏。永感下。